# لیدیا ویلژوا
لیدیا ویلژوا (روسی: Лидия Вележева؛ زادهٔ ۲ اکتبر ۱۹۶۶) بازیگر تئاتر و سینما، دوبلور، مجری تلویزیونی، فعال سیاسی و اجتماعی و چهره سرشناس اهل اتحاد جماهیر شوروی و روسیه است. او در سال ۲۰۲۵ عنوان هنرمند مردمی فدراسیون روسیه را دریافت کرد و از بازیگران اصلی تئاتر آکادمیک دولتی به‌نام واختانگوف به‌شمار می‌رود.
او از ۲۶ مه ۲۰۱۲ تا ۴ اکتبر ۲۰۱۳ عضو شورای عمومی حزب سیاسی سراسری روسیه واحد بود و همچنین از ۱۸ فوریه ۲۰۱۴ تا ۱۹ مارس ۲۰۱۷ به‌عنوان عضو اتاق اجتماعی فدراسیون روسیه در دوره پنجم فعالیت داشت.
از فیلم‌ها یا برنامه‌های تلویزیونی که وی در آن نقش داشته‌است، می‌توان به ابله اشاره کرد.